# Uraechoides taomeiae
Uraechoides taomeiae là một loài bọ cánh cứng trong họ Cerambycidae.